# アンペールの法則
アンペールの法則（アンペールのほうそく; 英語: Ampère's circuital law）は、電流とそのまわりにできる磁場との関係をあらわす法則である。1820年にフランスの物理学者アンドレ＝マリ・アンペール (フランス語: André-Marie Ampère) が発見した。

## 概要
現在一般に知られているアンペールの法則の記述は次のようなものである。閉じた経路に沿って磁場の大きさを足し合わせる。すると、足し合わせた結果は閉じた経路を貫く電流の和に比例する。磁場の足し合わせは線積分で行う。

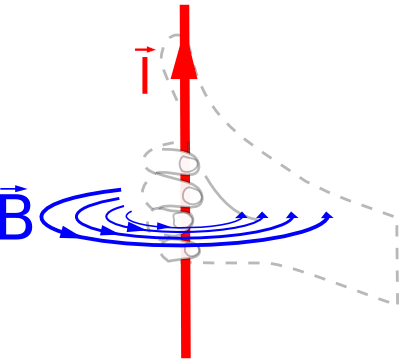
図1: 右手の法則

アンペールは実験で2本の電流の間に働く力を観測し、そして実験結果をアンペールの法則にまとめ、それ以前に発見されていた電磁気の現象を説明することに成功した。
アンペールは、電流を流すと、電流の方向を右ネジの進む方向として、右ネジの回る向きに磁場が生じることを発見した。図1のように右手の親指を立てて手を握ると、電流の方向を親指の向きとした時、残りの指の向きが磁界の向きと一致するため右手の法則と呼ばれる。日本では右ねじの法則と呼ばれることも多い。
例えば、無限に長い直線導線に電流を流す。この時、電流の回りには同心円上で右ねじ方向の磁場が出来る。閉じた経路として半径 {\displaystyle r} の同心円をとるとその上で磁場の大きさは等しく、これを {\displaystyle H} とする。
アンペールの法則によれば、
{\displaystyle H={\frac {I}{2\pi r}}}
という関係が成り立つ。ただし {\displaystyle I} は電流、{\displaystyle r} は電流との距離。
これはビオ・サバールの法則を積分したものと一致する。

## 一般式による表現
アンペールの法則は、周回積分・面積分によって一般式で表すと、下記の通りとなる。
{\displaystyle \oint _{C}{\boldsymbol {H}}\cdot \mathrm {d} {\boldsymbol {l}}=\int _{S}{\boldsymbol {j}}\cdot \mathrm {d} {\boldsymbol {S}}=I}
ここで、
| {\displaystyle C}                             | : 閉曲線                    |
| {\displaystyle S}                             | : C を縁とする曲面          |
| {\displaystyle {\boldsymbol {H}}}             | : 磁場の強さ                |
| {\displaystyle {\boldsymbol {j}}}             | : 電流密度                  |
| {\displaystyle I}                             | : 曲面 S を垂直に貫く総電流 |
| {\displaystyle \mathrm {d} {\boldsymbol {l}}} | : 線素ベクトル              |
| {\displaystyle \mathrm {d} {\boldsymbol {S}}} | : 面素ベクトル              |

である。
この式は、電流によって磁場が生じるということを示している。

### 回転 (rot) を用いた微分形
{\displaystyle \operatorname {rot} {\boldsymbol {H}}={\boldsymbol {j}}}
上式は回転（rot）を用いたアンペールの法則の表現である。これは、以下を用いることにより導ける。
rot H を使い、電流場のループCの微小変化による周回積分（{\displaystyle \oint _{C}{\boldsymbol {H}}\cdot \mathrm {d} {\boldsymbol {l}}=I}）の変化率を次式で表す。
{\displaystyle (\operatorname {rot} {\boldsymbol {H}})_{n}=\lim _{\Delta S\to 0}{\frac {1}{\Delta S}}\oint _{\Delta C}{\boldsymbol {H}}\cdot \mathrm {d} {\boldsymbol {l}}}
ここでΔCはΔSの境界であり、(rot H)nとはΔSの法線方向の成分という意味である。

## 拡張
アンペールの法則はジェームズ・クラーク・マクスウェルにより拡張と数学的整備を加えられて、マクスウェルの方程式の4つの方程式の1つになっている（アンペール-マクスウェルの式）。